# 谭健
谭健（1955年3月—），男，汉族，湖南慈利人，中华人民共和国新闻工作者。复旦大学中文专业毕业，中国社会科学院研究生院新闻系新闻专业研究生学历，高级编辑，少将军衔。

## 生平
1973年1月参加工作，1983年10月加入中国共产党。
2012年开始担任解放军报社总编辑。2015年12月，卸任解放军报社总编辑。
2013年，当选第十二届全国人民代表大会解放军代表。